# Zeria spiralicornis
Espèce
Synonymes
- Solpuga spiralicornis Purcell, 1903
- Solpuga pugilator Hirst, 1912

Zeria spiralicornis est une espèce de solifuges de la famille des Solpugidae.

## Distribution
Cette espèce se rencontre en Afrique du Sud et au Zimbabwe.

## Description
Les mâles mesurent de 32 à 44 mm et la femelle 27,5 mm.

## Liste des sous-espèces
Selon Solifuges of the World (version 1.0) :
- Zeria spiralicornis pugilator (Hirst, 1912)
- Zeria spiralicornis spiralicornis (Purcell, 1903)

## Publications originales
- Purcell, 1903 :  On the scorpions, Solifugae and a trap-door spider collected by the Rev. Henry A. Junod at Shilauvane, near Leydsdorp, in the Transvaal. Novitates Zoologicae, vol. 10, p. 303-306 (texte intégral).
- Hirst, 1912 : Descriptions of new arachnids of the orders Solifugae and Pedipalpi. The Annals and Magazine of Natural History, sér. 8, vol. 9, p. 229-237 (texte intégral).